# Улица Нахимова (Смоленск)
У́лица Нахи́мова — улица в Смоленске, относится к Ленинскому району города.

## Описание улицы
Улица Нахимова начинается от улицы Дзержинского и проходит через дамбу, проложенную через Чуриловский овраг в 1960-е годы. На участке с дамбой имеется трамвайное движение, неподалёку от пересечения с улицей Багратиона находится трамвайное кольцо. На пересечении расположен возникший в 1990-е годы микрорынок. Большая часть застройки улицы советского периода, здесь находится трикотажная фабрика «Шарм». Сразу за фабрикой улица начинает спускаться в долину Днепра. Здесь имеются проезды на ряд других улиц.
Улица названа в честь выдающегося русского флотоводца, адмирала Павла Степановича Нахимова, родившегося в Смоленской губернии.